# Charles F. Kettering
Charles Franklin Kettering (29. august 1876 - 25. november 1958), nogle gange omtalt som Charles "Boss" Kettering var en amerikansk opfinder, ingeniør, erhvervsmand og ophavsmand til 186 patenter.
Han grundlagde Delco, og var forskningschef hos General Motors fra 1920 til 1947. Blandt hans mest udbredte bidrag til bilindustrien var opfindelsen af den elektriske startmotor og bly-benzin. Sammen med DuPont Chemical Company var han også ansvarlig for udviklingen af freon til brug i køleenheder og airconditionsystemer. Han var også ansvarlig for udviklingen af Duco lak og emalje, der var de første praktisk anvendelige farver til masseproducerede biler.
Mens han arbejdede for Dayton-Wright Company udviklede han "Bug" lufttorpedoer, er bliver betragtet som verdens første luftmissiler. Han ledede også forskningen i praktiske, letvægts totakts dieselmotorer, der revolutionerede lokomotiv- og entreprenørmaskineindustrien. I 1927 grundlagde han forskningsorganisationen Kettering Foundation. Han var på forsiden af Time Magazine den 9. januar 1933.